# Кирчів Богдар
Богдар  (Богдан, Теодор) Олексійович Кирчів (12 червня 1856, Корчин, Стрийський повіт — 19 жовтня 1900, Довге, Стрийський повіт) — священник УГКЦ, український письменник, поет, громадський і політичний діяч.

## Біографія
Богдар Кирчів народився 12 червня 1856 р. в с. Корчин (тепер — Сколівський район, Львівська область) у селянській родині.
У 1881 р. закінчив гімназію у Львові. У 1881–1886 роках навчався у Львівській духовній семінарії, де був одним із активних організаторів українського громадсько-культурного руху, ініціатором проведення там заходів на пошану Маркіяна Шашкевича, Тараса Шевченка, Олександра Кониського. Активний діяч студентського товариства Академічне братство.
Після закінчення семінарії та прийняття ієрейського свячення 20 листопада 1886 р. Богдар Кирчів став парохом спочатку у с. Лоп'янка (тепер — Рожнятівський район, Івано-Франківська область), а згодом — у с. Лисятичі (тепер — Стрийський район, Львівська область). 1890–1900 рр. парох у с. Довге (тепер — Стрийський район, Львівська область) і Моршин Стрийського деканату. Разом з пастирською діяльністю проводив на Стрийщині освітню і громадсько-політичну діяльність.
Підтримував особисті й ділові зв'язки з Іваном Франком. 1884 р. Іван Франко перебував у родинній хаті Богдара Кирчіва у Корчині. Влітку 1900 р. Іван Франко відвідував Богдара Кирчіва у с. Довге, про цю подорож розповідає у статті «Із наукових записок по краю».
Богдар Кирчів передав Іванові Франку власні книги, документи, стародруки та рукописи, який в свою чергу передав їх бібліотеці Наукового товариства імені Шевченка.
Помер 19 жовтня 1900 р. та похований у с. Довге (тепер — Стрийський район, Львівська область).

## Родина
- Павло Кирчів (1862—1916) — український письменник, педагог, громадський і культурний діяч.
- Констянтин Кирчів (1865—1937) — український громадський і культурний діяч в США, обидва — рідні брати Богдара Кирчіва.

## Вшанування
На честь о. Богдара Кирчіва названа вулиця у м. Моршині, відкрито меморіальну дошку на церкві Св. Миколая у с. Довге.

## Доробок
Богдар Кирчів — автор слів пісні «Крилець» — «улюблена пісня, майже гімн Стрийщини» у міжвоєнний період (1919—1939 рр.). Музику на слова пісні написав композитор В. Матюк.

### Творчість
Богдар Кирчів — поет-лірик. Першими друкованими творами Богдара Кирчіва були ліричний вірш «Дивоцвіт» (написаний під час навчання в гімназії) та вірш «Спомин: в пам'ять XXI роковин смерті незабутнього Тараса Шевченка» (10 березня 1882 р.). Б. Кирчів — автор віршів: «Пісня вечірня», «В гаю зеленім», «Крилець» та ін.
Деякі з віршів Богдара Кирчіва були покладені на музику композиторами Віктором Матюком і Остапом Нижанківським, стали популярними солоспівами і хоровими творами («Пісня вечірня», «В гаю зеленім», «Крилець» та ін.).
Крилець

Крилець, крилець, соколе, дай!

Полину, злечу в рідний край.

Де рідна хата, наче у віночку, Сади довкола, гори і горбочки, Стрия цвітучі береги, Ліси, діброви, гай, луги, А верхи гір сягають зір!…
Б. Кирчів — ініціатор видання збірки хорових творів українських композиторів «Кобзар» 1885, у якому вперше в Галичині були надруковані твори Миколи Лисенка. Б. Кирчів підготував пісенник «В гаю зеленім. Руський співаник» 1888. Збирав фольклор, переклав для українського театру «Руська Бесіда» лібрето оперети «Бідний Джонатан» Карла Міллекера 1892.